# 黒石神社
黒石神社（くろいしじんじゃ）は、青森県黒石市にある神社。旧社格は県社。

## 祭神
- 津軽信英公 - 弘前藩の支藩である黒石藩の祖。

## 歴史
黒石藩の祖である津軽信英は、寛文2年（1662年）に没した際に黒石陣屋の裏鬼門にあたる東南の隅に廟が造営され祀られていた。その後、明治時代に入り廃藩置県により黒石陣屋が廃止となると、旧家臣達は藩祖の遺徳を偲び明治12年（1879年）に神祭願を県令に提出して現在地に社殿を造営し御霊を遷座したことが創建の由来となっている。社殿創建の際に、黒石陣屋の大手門近くにあった廟門が神門として移築されたことで、江戸時代の建築物としては唯一の遺構となっている。創建当初の社格は郷社であったが、明治15年（1882年）に県社に昇格した。

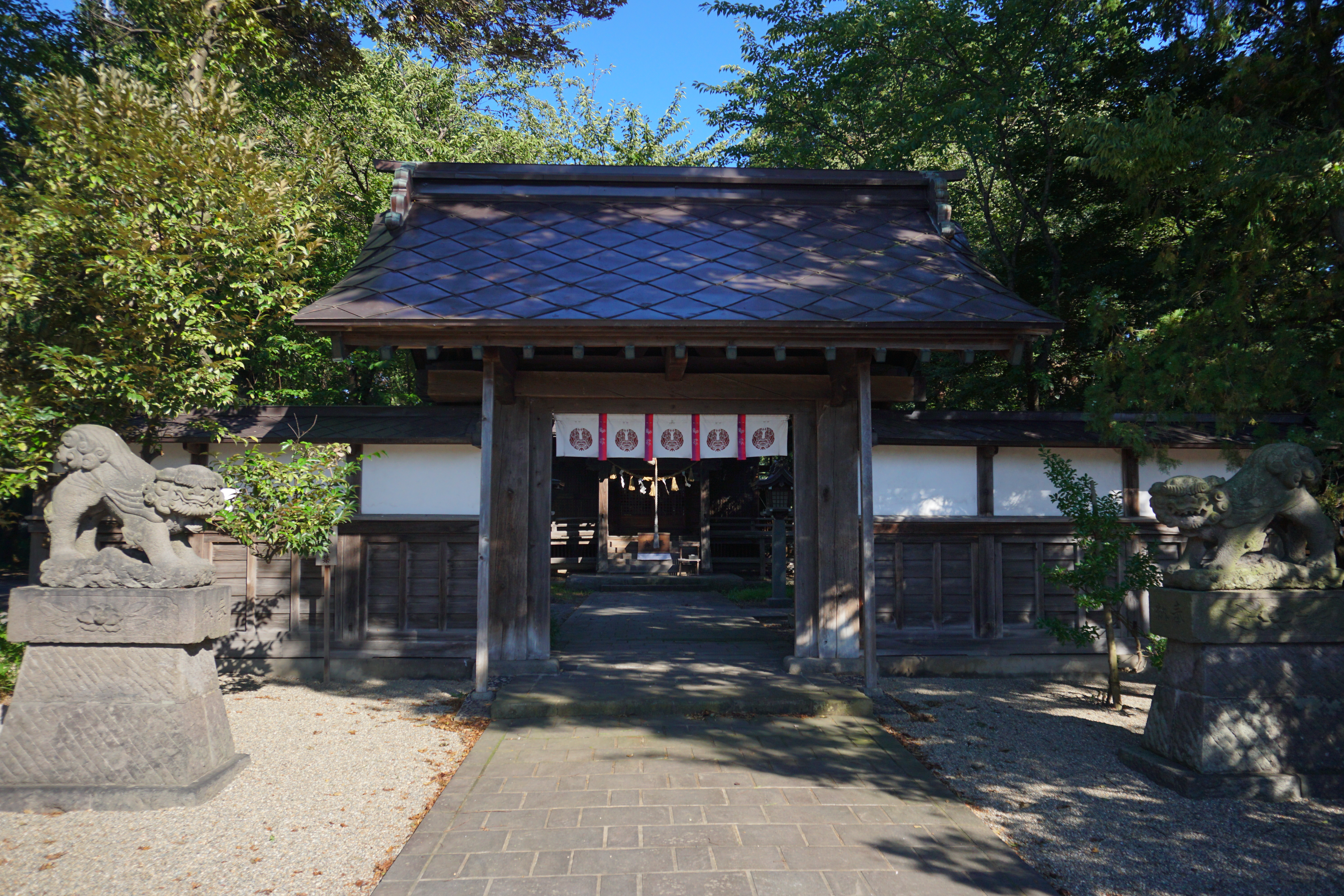
黒石神社神門

## 摂末社

### 摂社
- 東照宮（祭神：徳川家康・満天姫）

平成27年（2015年）に破産した弘前東照宮のご祭神が当社へ遷座した。

## 文化財

### 県重宝
- 金梨子地牡丹紋散蒔絵衛府太刀拵（昭和49年10月14日指定）

黒石藩第11代藩主である津軽承叙が廃刀令を受けて神社に奉納したものであり、鞘全体に金粉を蒔いた透明な漆が塗られた金梨子地の上に黒石津軽家の家紋（五葉の牡丹紋）があしらわれている。

### 有形文化財（市指定）
- 御神刀（平成12年3月24日指定）

金梨子地牡丹紋散蒔絵衛府太刀拵に収められている御神刀であり、再刃であるため拵と同じくしての県重宝の指定から外れたが、日本美術刀剣保存協会から貴重刀剣との評価を受けている。作者は、古備前の流れを汲む正恒であり、鎌倉時代中期から後期の作品とされている。

## 現地情報
所在地
- 青森県黒石市市ノ町20

交通アクセス
- 最寄駅：弘南鉄道弘南線・黒石線 黒石駅下車後、徒歩約10分